# Simone Durello

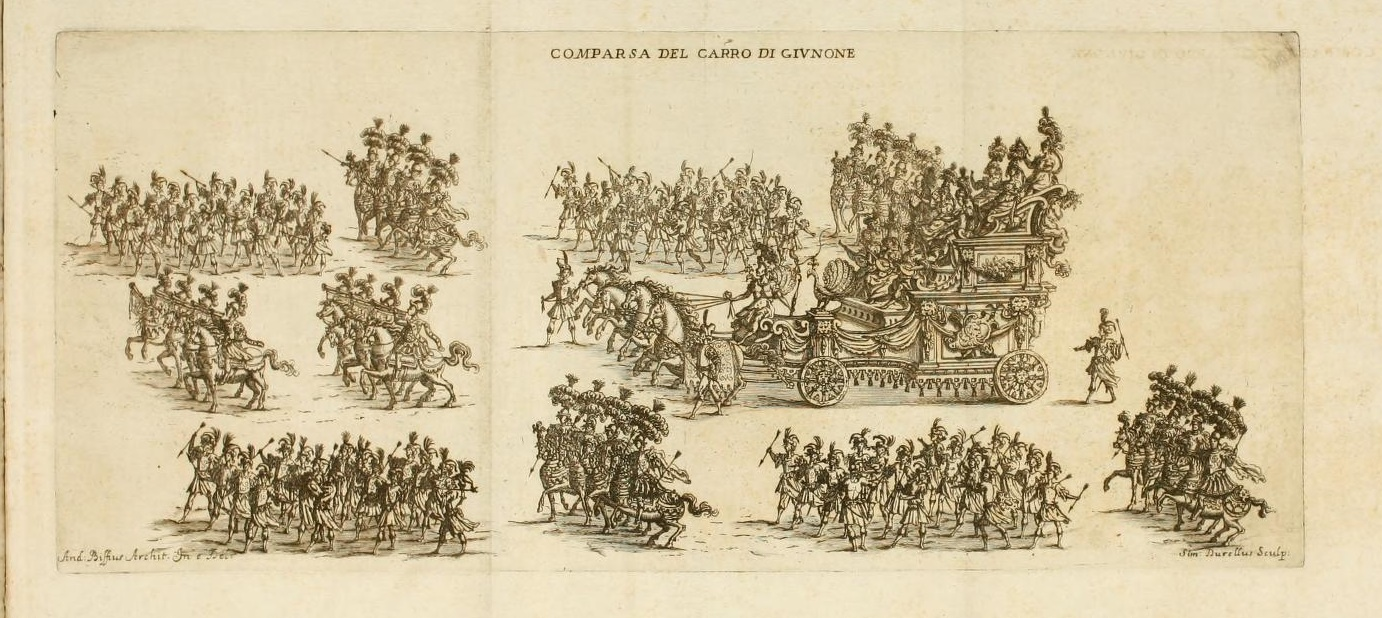
Amore e Gloria: festa d'armi a cavallo celebrata nel Regio Ducal Palazzo di Milano, Milán, 1670. Comparsa del carro de Juno.

Simone Durello (Milán, 1641-1719) fue un grabador barroco italiano, activo en Milán, cuya firma se encuentra en algunos de los libros más espléndidamente editados en Lombardía en las últimas décadas del Seicento.

## Biografía
Décimo de los doce hijos de la familia formada por Maurizio, mercader, y Margherita Ambrosona, nació el 13 de mayo de 1641 en Milán, donde contrajo matrimonio en 1671 con Teresa Catone, con quien tuvo diez hijos. Falleció en Milán el 11 de noviembre de 1719 tras haber realizado algo más de 125 grabados en cobre, al aguafuerte y buril, para los más conocidos editores milaneses, como Marc'Antonio Pandolfo Malatesta o Francisco Vigone.

## Obra
Durello trabajó principalmente en la ilustración de libros y en su producción, adaptada a la demanda, se encuentran retratos, mapas, diseños arquitectónicos, fiestas, exequias, imágenes devocionales y alegorías. La primera obra conocida, de 1665, es ya una obra de importancia: la anteportada calcográfica de la relación de las exequias celebradas en Milán por la muerte del rey de España Felipe IV. Poco más tarde grabó por dibujo de Cesare Fiori los retratos de los gobernadores españoles del Estado de Milán Luis de Guzmán Ponce de León, a quien había correspondido organizar las exequias por Felipe IV, y Francisco de Orozco, marqués de Olías, que fue gobernador de Milán solo unos meses de 1668, cuando se fecha el retrato posteriormente incorporado a la colección de retratos reunida en la Historia di Leopoldo Cesare de Galeazzo Gualdo, publicada en Viena entre 1670 y 1674.

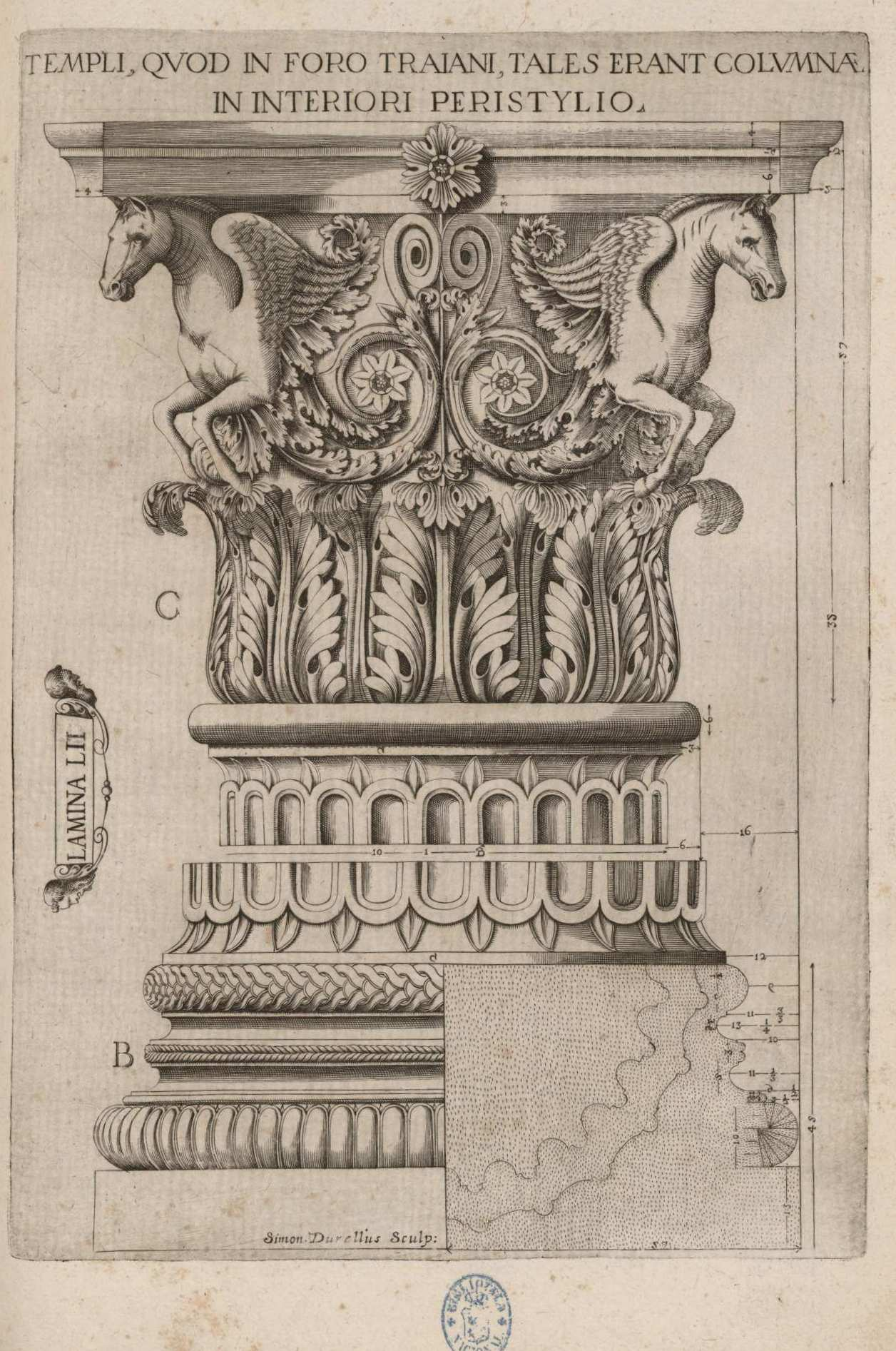
Juan Caramuel: Architectura civil recta y obliqua, parte III, lámina, LII. Templi, quod in foro Traiani, tales erat columnas. Firmado: Simon Durellius sculps. Biblioteca Nacional de España.

Alto valor testimonial tienen los grabados que ilustran el torneo celebrado en Milán en los carnavales de 1670, cuya relación apareció publicada con el título Amore e Gloria. festa d'armi a cavallo celebrata nel Regio Ducal Palazzo di Milano. Dedicado por el editor, Pandolfo Malatesta, a Pablo Spinola Doria, marqués de los Balbases y gobernador de Milán, la fiesta reunía todos los elementos de la equitación barroca bajo disfraz mitológico.
Suyo es el frontispicio con la figura de Atlas, grabado por dibujo de Francesco della Croce, para la segunda edición milanesa de la obra emblemática de Filippo Picinelli, Mondo Simbolico, Milán, Francisco Vigone, 1669, y podrían ser suyas algunas de las empresas interiores. Para Vigone de nuevo grabó en 1671 la anteportada de Bergamo compito: poema heroico de Alessanndro Ghirardelli, arcipreste de Clusone, con el retrato en óvalo del papa Clemente X.
Su firma se encuentra en once de las planchas que ilustran la primera edición del tratado arquitectónico de Juan Caramuel Lobkowitz, Architectura civil recta, y obliqua, Vigevano, 1678. Se trata de grabados en cobre de carácter arquitectónico, con ejemplos de los órdenes clásicos en edificios romanos, la columna de Trajano y el altar del Templo de Jerusalén y, con ellos, el retrato distorsionado de una figura ecuestra como un san Jorge alanceando a un dragón, uno de los grabados con los que Caramuel mostraba las distorsiones ópticas que se producen en la estatuas según el punto de vista. El mismo año proporcionó los grabados de la fachada de la basílica de Santo Stefano Maggiore, decorada de luto, y del catafalco dispuesto en su interior con motivo de las exequias por el príncipe Antonio Trivulzio (Impetus doloris Excell. Princ. D. Ant. Triuulzio praepropera morte sublato praepropere funere parentatis, Milán, 1678).
Le corresponde también el frontispicio calcográfico de la obra de Adolfo Occone, Imperatore romanorum numismata a Pompeo Magno ad Heraclium, Milán, 1683, voluminosos tratado numismático dedicado al emperador Leopoldo I, cuyo retrato se reconoce en el emperador con caduceo y coraza a la antigua del grabado de Durello. De sus trabajos últimos, muy bella es la vista del interior de la capilla de san Gaudencio, obispo de Novara, con motivo de los festejos por el traslado de su cuerpo en julio de 1711, grabado de Durello firmado en 1712, ilustración de Il trionfo di S. Gaudenzo.